# Xosé Vázquez Pintor
Xosé Vázquez Pintor (Mellid, 1946) es un escritor español en lengua gallega.
Se crio en Golada y estudió Ciencias de la Educación en la Universidad de Santiago de Compostela. Creó el grupo Ancoradoiro de teatro y colaboró en La Voz de Galicia y el Faro de Vigo.

## Obra
- Gándaras, 1971 (poesía)
- Terra e pan, 1975 (poesía)
- De ida e volta, 1977 (relatos)
- O espertar tamén é noso, 1977 (poesía)
- Ofidios de diario, 1984 (poesía)
- A fraga encantada, 1987 (teatro)
- Na vertical da noite, 1990 (poesía)
- No corazón mancado, 1990 (poesía)
- Rotación violeta, 1996 (poesía)
- Os vellos oficios, 1996 (ensaio)
- Lume de biqueira, 1999 (narrativa)
- A tribo sabe, 1999 (ensaio)
- Banzados, 2000 (poesía)
- Quen faga voar, 2000 (narrativa)
- A memoria do boi, 2000 (narrativa), Premio de la Crítica de narrativa gallega en 2001.